# Hemiarius harmandi
Hemiarius harmandi es una especie de pez de la familia Ariidae en el orden de los Siluriformes.

## Morfología
- Los machos pueden llegar alcanzar los 12 cm de longitud total.[1][2]

## Distribución geográfica
Se encuentra en Birmania, Camboya, Vietnam, Tailandia y Malasia.